# Supercoppa dei Paesi Bassi 2019
La Supercoppa dei Paesi Bassi 2019 (ufficialmente Johan Cruijff Schaal XXIV) è stata la trentesima edizione della Supercoppa dei Paesi Bassi.
Si è svolta il 27 luglio 2019 all'Amsterdam ArenA tra l'Ajax, campione d'Olanda nonché vincitore della Coppa dei Paesi Bassi 2018-2019, e il PSV, secondo classificato della Eredivisie 2018-2019.
Ad aggiudicarsi la vittoria finale è stato l'Ajax, conquistando il trofeo per la nona volta.

## Partecipanti
| Squadre | Qualificazione                                  | Partecipazioni precedenti (il grassetto indica la vittoria)                                               |
| ------- | ----------------------------------------------- | --- |
| Ajax    | Vincitore della Eredivisie 2018-2019            | 16 (1993, 1994, 1995, 1996, 1998, 1999, 2002, 2004, 2005, 2006, 2007, 2010, 2011, 2012, 2013, 2014)       |
| PSV     | Seconda classificata della Eredivisie 2018-2019 | 17 (1991, 1992, 1996, 1997, 1998, 2000, 2001, 2002, 2003, 2005, 2006, 2007, 2008, 2012, 2015, 2016, 2018) |

## Tabellino
| Arbitro: | Dennis Higler |

|                      |           |  |
| Dolberg 1’ Blind 53’ | Marcatori |  |